# Karl-Heinz Schmidt (Astrophysiker)
Karl-Heinz Schmidt (* 3. April 1932 in Calbe; † 4. Dezember 2005 in Potsdam) war ein deutscher Astronom.
Schmidt studierte bei Cuno Hoffmeister Astronomie in Jena. Dort wurde er 1962 promoviert und habilitierte sich 1970 (Zur Kosmologie des interstellaren Staubes). Er war von 1978 bis 1982 ordentlicher Professor für Astrophysik an der Universitätssternwarte Jena und 1982 bis 1990 Direktor des Zentralinstituts für Astrophysik der Akademie der Wissenschaften der DDR in Potsdam. Danach war er bis zur Emeritierung 1998 am neu gegründeten Astrophysikalischen Institut in Potsdam. Er war Mitglied des Beirats des Max-Planck-Instituts für Astronomie in Heidelberg.
Er befasste sich insbesondere mit extragalaktischer Astrophysik und Kosmologie, mit Sternhaufen, der Lokalen Gruppe und anderen Galaxienhaufen und mit interstellarer Materie.
Er war Mitglied der Leopoldina.